# Huidobria
Huidobria es un género con dos especies de plantas fanerógamas perteneciente a la familia Loasaceae. Es originario de Chile.

## Taxonomía
El género fue descrito por Claude Gay y publicado en Flora Chilena 2(4): 438–441, t. 26. 1846[1847].

## Especies aceptadas
A continuación se brinda un listado de las especies del género Huidobria aceptadas hasta septiembre de 2014, ordenadas alfabéticamente. Para cada una se indica el nombre binomial seguido del autor, abreviado según las convenciones y usos.	
- Huidobria chilensis Gay
- Huidobria fruticosa Phil.